# 141. вечити дерби у фудбалу
141. вечити дерби је фудбалска утакмица одиграна на стадиону Црвена звезда у Београду 26. новембра 2011. године. Ова утакмица је играна у оквиру тринаестог кола Суперлиге у сезони 2011/12. Партизан је победио Црвену звезду са 2:0, головима Звонимира Вукућа у 72. минуту и Марка Шћеповића у 78. минуту утакмице. Утакмицу је судио Данило Грујић из Ниша.
Пре ове утакмице Партизан је заузимао прво место на табели са освојена 33 бода, док је Црвена звезда била друга, са 29 бода. Након ове утакмице Партизан је одмакао Црвеној звезди за седам бода.
Победом у овом Вечитом дербију Партизан је дошао до своје 41. првенствене победе у међусобним сусретима, док их је Црвена звезда имала 57, а 43 утакмице су завршене без победника. Са два постигнута гола партизан је дошаоо до 174. постигнута гола у вечитим дербијима, а Црвена звезда се задржала на 207 постигнутих голова. Овом победом црно-бели су наставили низ од шест узастопних победа над вечитим ривалом. Црвено-бели су и у деветом узастопном Вечитом дербију остали без победе.

## Детаљи меча
| Црвена звезда | 0 – 2 | Партизан                 |
| ------------- | ----- | ------------------------ |
|               |       | Вукић 72’ · Шћеповић 78’ |

| Црвена звезда | Партизан |

| Црвена звезда:                                                                            |    |                     |  |         |
|                                                                                           |    |                     |  |         |
| GK                                                                                        | 1  | Бобан Бајковић      |  |         |
| DF                                                                                        | 14 | Никола Микић        |  |         |
| DF                                                                                        | 3  | Срђан Мијаиловић    |  | 88’     |
| DF                                                                                        | 13 | Ли Ади              |  | 49’     |
| DF                                                                                        | 55 | Никола Петковић     |  |         |
| MF                                                                                        | 20 | Каду                |  | 73’     |
| MF                                                                                        | 7  | Милош Димитријевић  |  | 73’     |
| MF                                                                                        | 10 | Евандро Гоебел      |  | 45’     |
| MF                                                                                        | 8  | Дарко Лазовић       |  | 79’     |
| FW                                                                                        | 99 | Андрија Калуђеровић |  |         |
| FW                                                                                        | 9  | Кристијан Борха     |  | 59’     |
| Измене:                                                                                   |    |                     |  |         |
| GK                                                                                        | 32 | Александар Кировски |  |         |
| FW                                                                                        | 15 | Милан Вилотић       |  | 73’     |
| DF                                                                                        | 24 | Филип Стојковић     |  |         |
| MF                                                                                        | 26 | Филип Јанковић      |  |         |
| MF                                                                                        | 33 | Ненад Ковачевић     |  |         |
| FW                                                                                        | 9  | Бруно Мезенга       |  | 77’     |
| FW                                                                                        | 29 | Марко Вешовић       |  | 73’ 92’ |
| Тренер:                                                                                   |    |                     |  |         |
| Роберт Просинечки Помоћне судије: Игор Радојчић и Милован Ристић Делегат: Миодраг Поповић |    |                     |  |         |

| Партизан:             |    |                     |  |             |
|                       |    |                     |  |             |
| GK                    | 88 | Владимир Стојковић  |  | 86’         |
| DF                    | 2  | Александар Миљковић |  |             |
| DF                    | 24 | Немања Рнић         |  | 41’         |
| DF                    | 15 | Иван Иванов         |  |             |
| DF                    | 18 | Александар Лазевски |  |             |
| MF                    | 4  | Мохамед Камара      |  | 63’         |
| MF                    | 7  | Немања Томић        |  |             |
| MF                    | 10 | Звонимир Вукић      |  | 71’ 40’ 75’ |
| MF                    | 25 | Стефан Бабовић      |  | 61’         |
| FW                    | 50 | Лазар Марковић      |  | 70’         |
| FW                    | 11 | Марко Шћеповић      |  | 78’ 82’     |
| Измене:               |    |                     |  |             |
| GK                    | 33 | Радиша Илић         |  |             |
| DF                    | 3  | Владимир Волков     |  |             |
| DF                    | 44 | Андерсон Маркез     |  |             |
| MF                    | 22 | Саша Илић           |  | 74’         |
| MF                    | 99 | Милан Смиљанић      |  | 75’         |
| FW                    | 19 | Владимир Јованчић   |  | 82’         |
| FW                    | 26 | Ламине Дијара       |  | 70’         |
| Тренер:               |    |                     |  |             |
| Александар Станојевић |    |                     |  |             |